# Xysticus audax
Xysticus audax là một loài nhện trong họ Thomisidae.
Con đực dài 5 mm, con cái dài 8 mm. Con cái có lưng màu nâu sẫm với một dải trung tâm màu xám. Bụng có hình tam giá và các đường thẳng và/hoặc các điểm đen tối và ánh sáng. Các chân đã tương phản các đốm màu nâu sẫm, chân trước đôi khi xuất hiện hoàn toàn tối đen. Nhện này tương tự như ''Xysticus cristatus.

## Hình ảnh

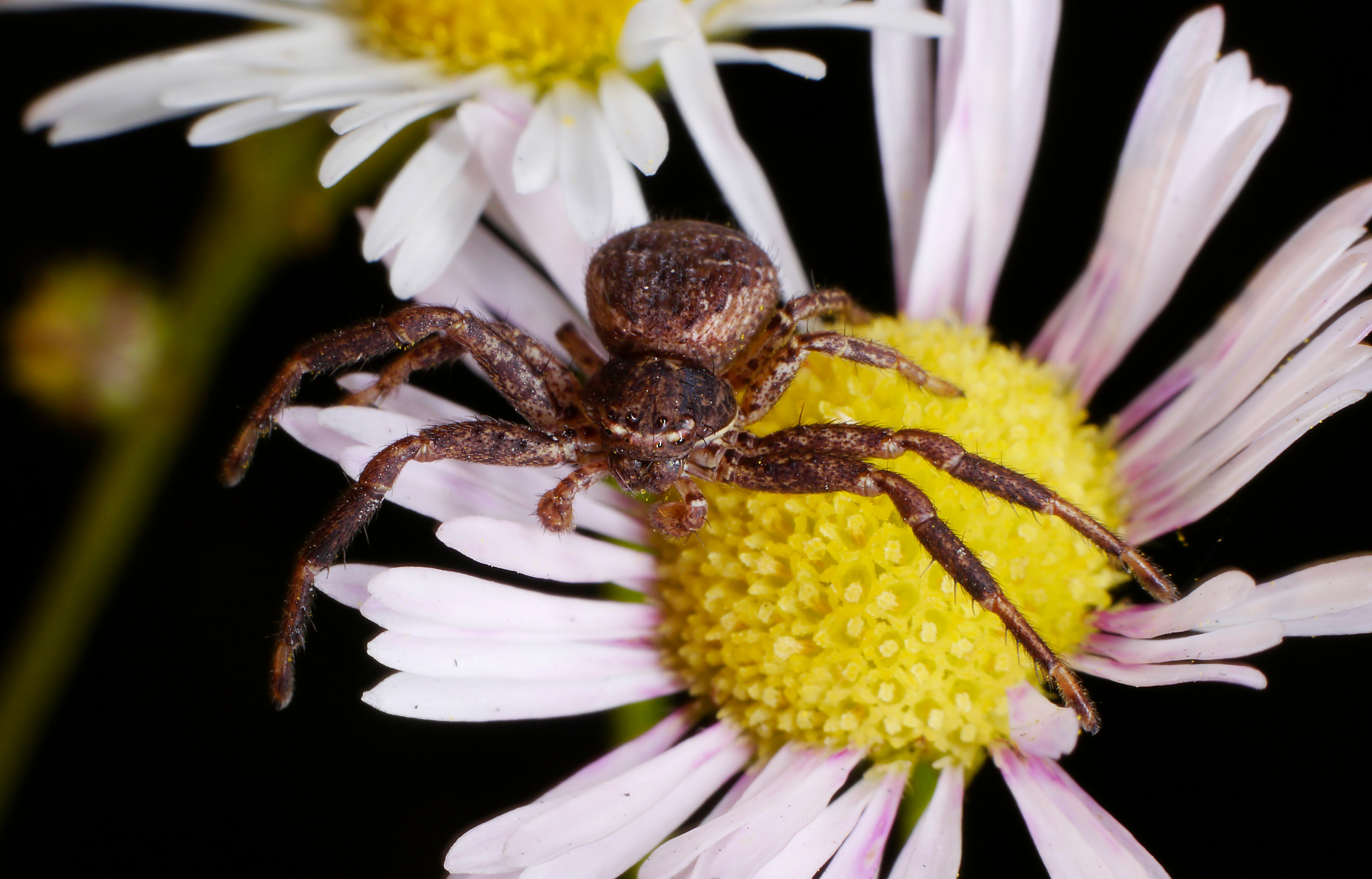
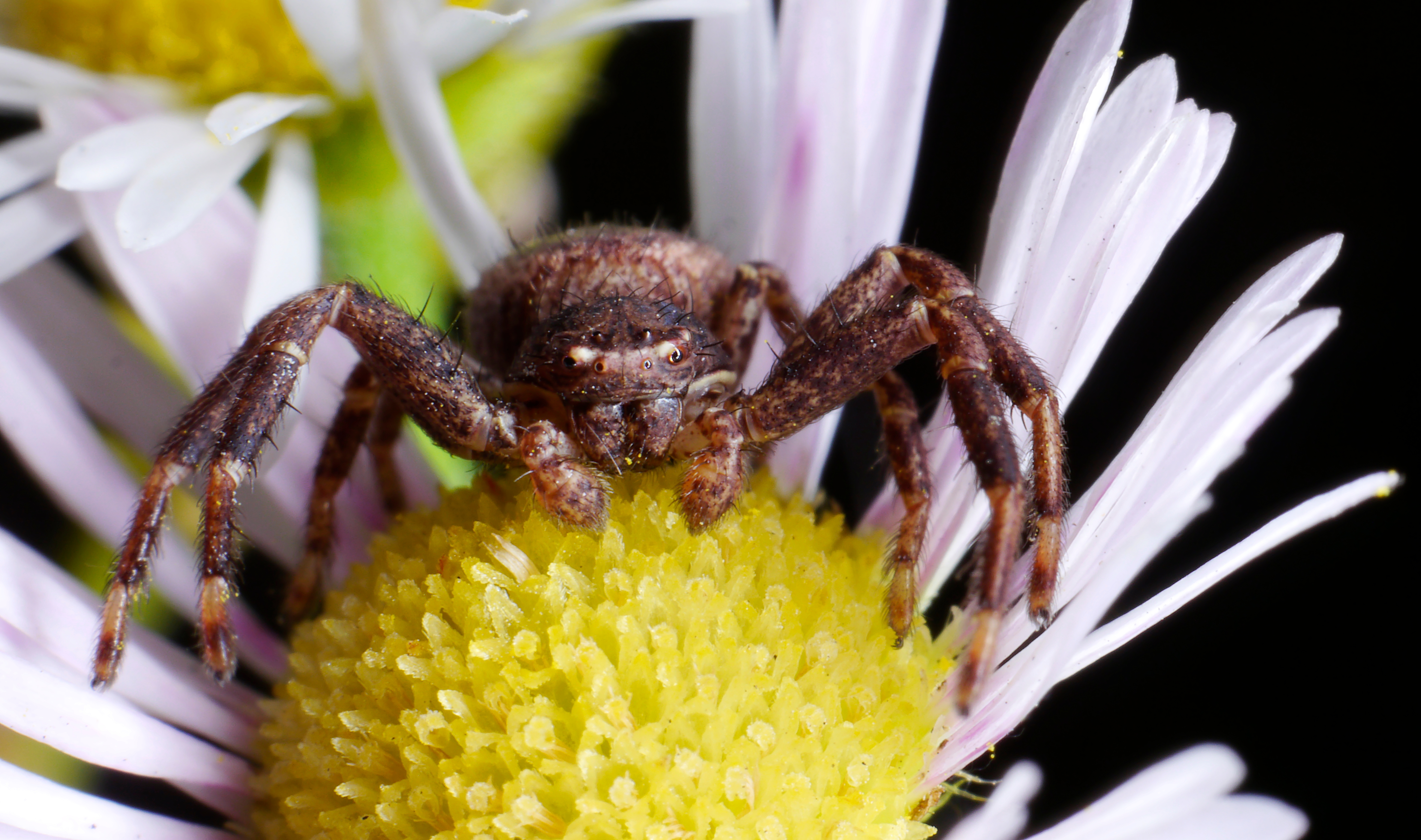
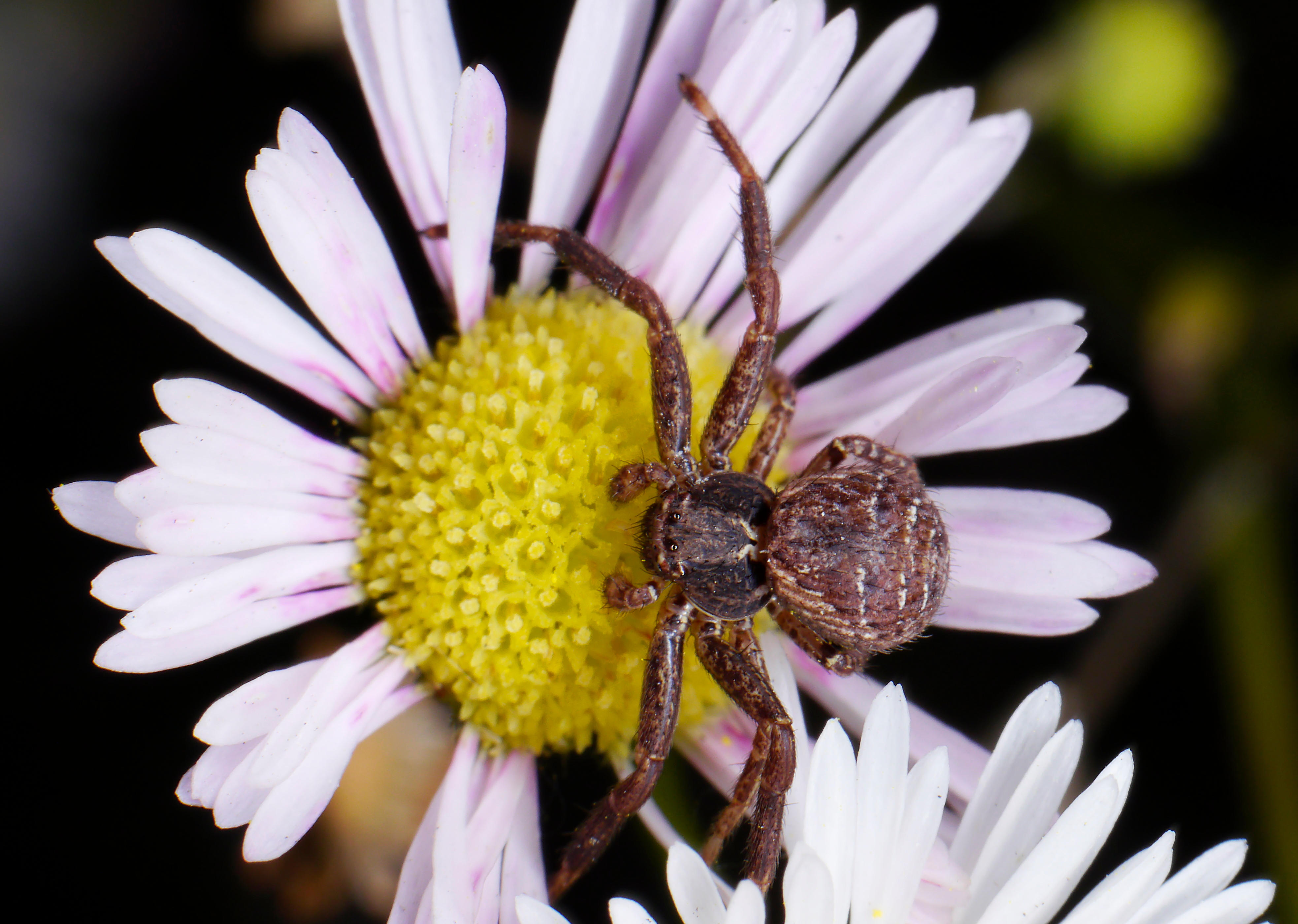
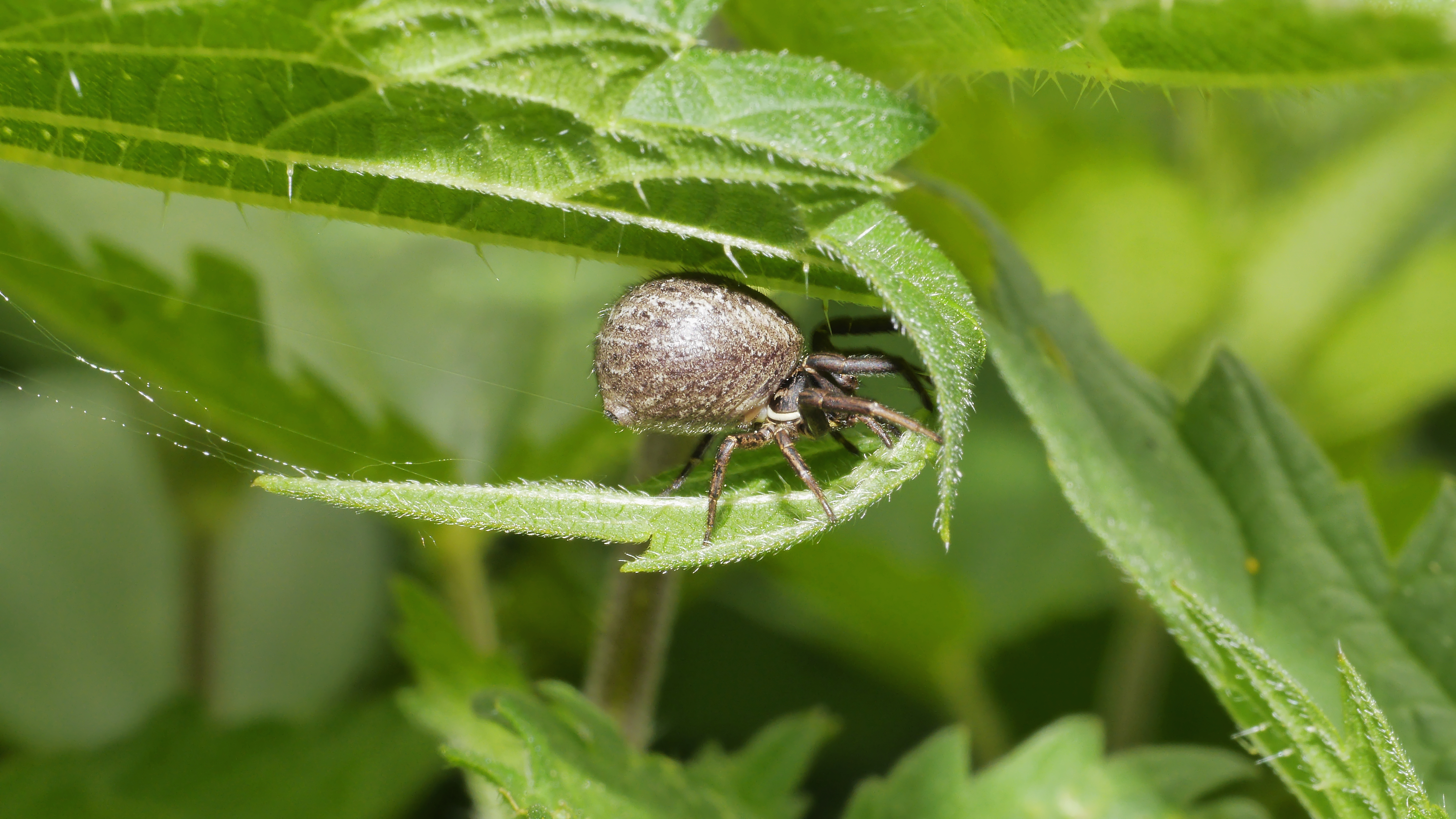